# Coll del Predil
El coll del Predil (en italià: Passo del Predil, en eslovè: Predel, en alemany: Predilpass, en francès: Col du Predil) és un coll dels Alps julianes que separa Itàlia (província d'Udine) d'Eslovènia. Està situat a una altitud de 1.156 metres.

## Geografia

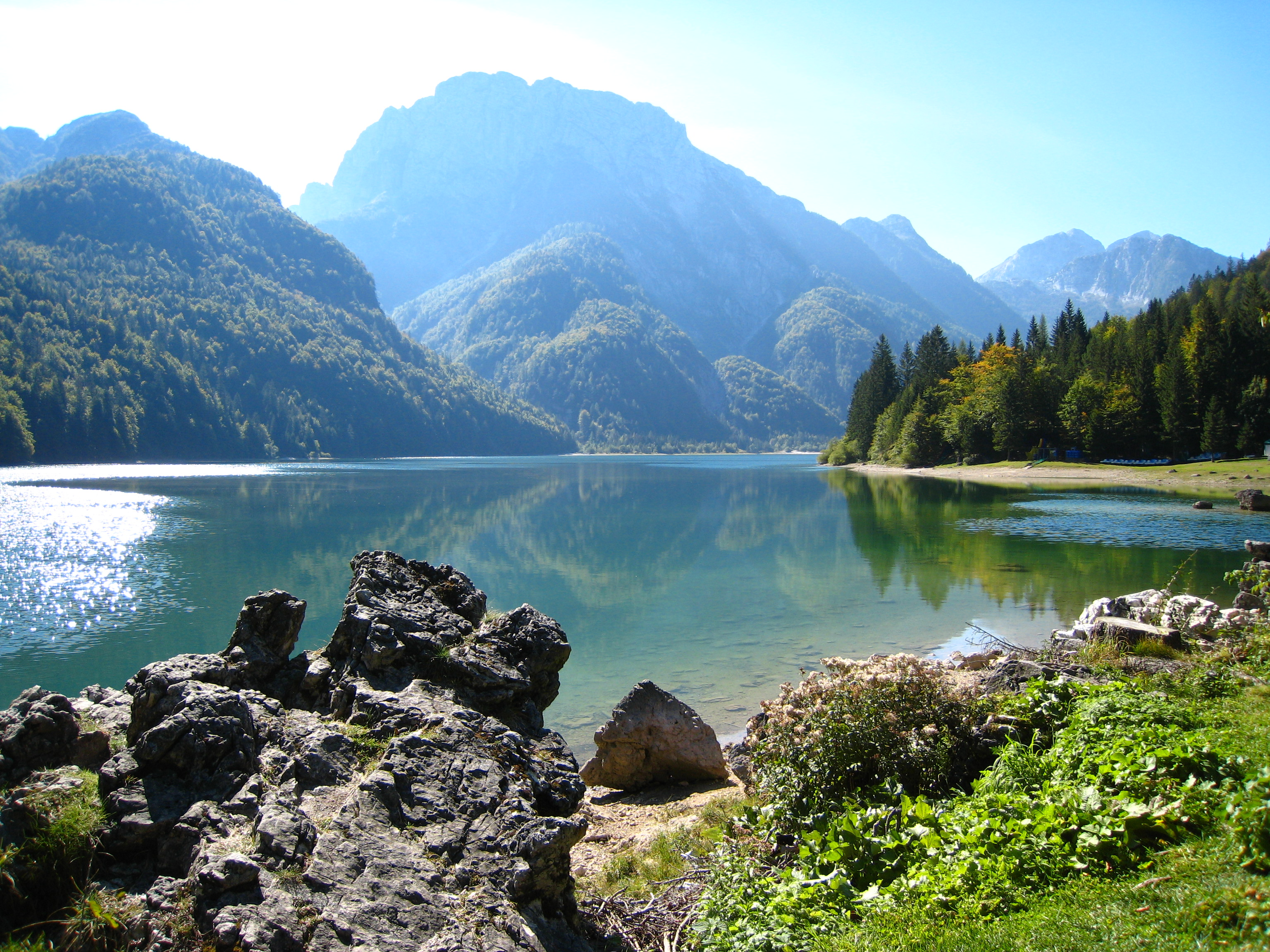
Llac del Predil.

El coll del Predil està ubicat sobre una línia de cresta orientada del nord-est cap al sud-oest, entre el mont Mangart (2.679 m) al nord-est i el mont Kanin (2.587 m) al sud-oest. Separa la vall Canale italiana de l'alta vall eslovena de la Soča (o Isonzo en italià). Del costat italià, domina el poble de Cave del Predil (fracció del municipi de Tarvisio), a proximitat del qual es trobaven des de l'edat mitjana mines de plom i de zinc del mont Re (explotació tancada l'any 1991); sota el coll, a 959 m d'altitud, el llac del Predil, llac natural d'origen glacial, d'una longitud de 1.500 m i una amplada de 500 m i d'una profunditat de 30 m, és travessat pel Rio del Lago (o Slizza) que baixa cap a Tarvisio i pertany a la conca hidrogràfica de la Drave i del Danubi. Del costat eslovè, es troben el caseriu de Strmec na Predelu i el poble de Log pod Mangartom, que depenen del municipi de Bovec (Plezzo en italià).

## Història

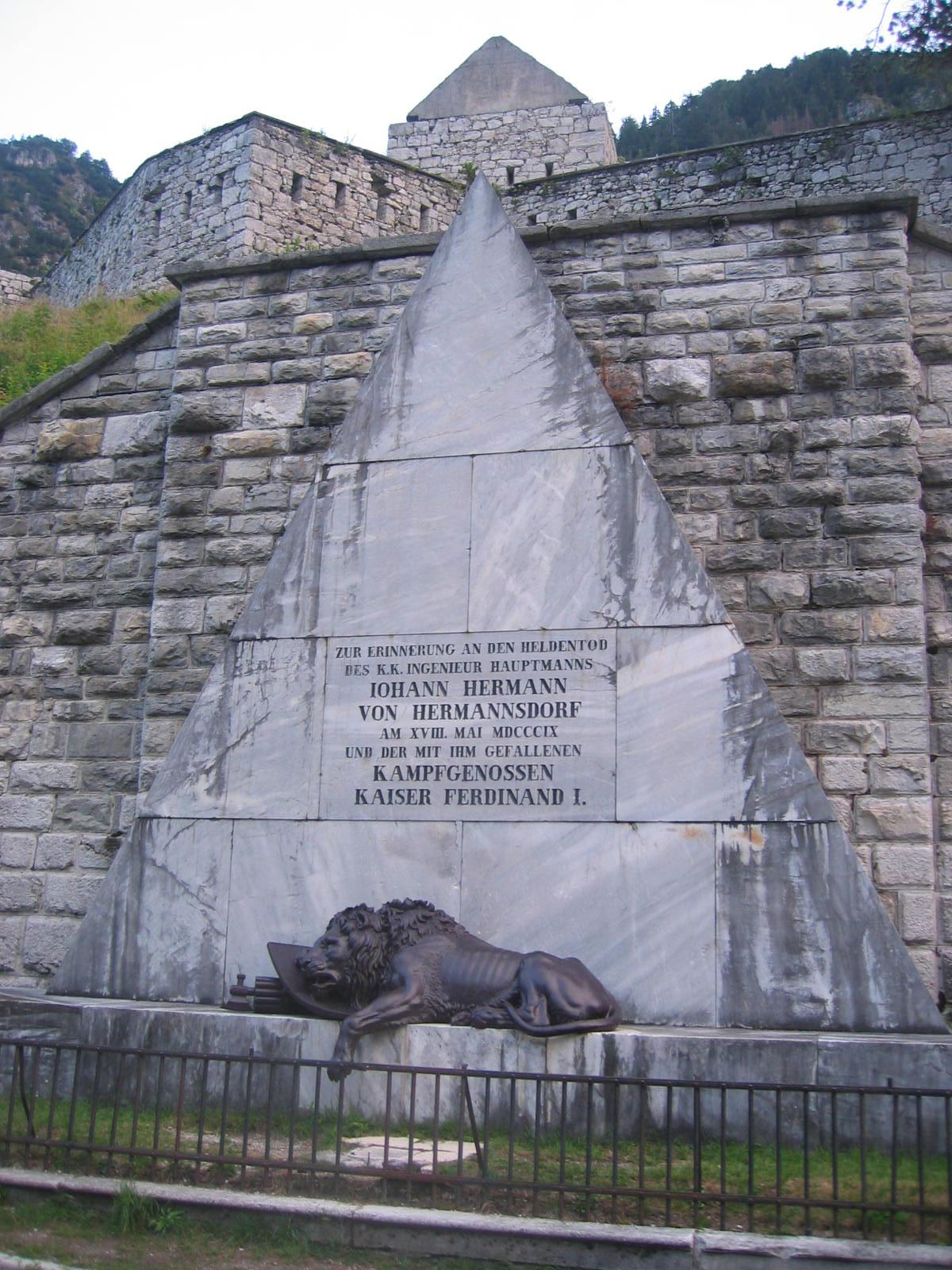
Monument commemoratiu del combat de 1809 i fort del Predil

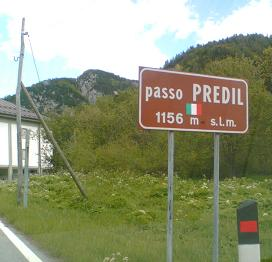
Coll del Predil

És possible que un camí de mules hagi travessat el coll del Predil des de l'antiguitat, però no hi ha cap testimoniatge precís. La primera carretera remunta a principi del segle xiv.
El maig de 1809 van tenir lloc combats al coll entre elements de les tropes napoleòniques d'Eugène de Beauharnais i un contingent austríac, manat pel capità Johann Hermann von Hermannsdorf, que defensava el fort que dominava la carretera. El 18 de maig, els 250 defensors del fort i el seu capità van morir en l'assalt final. Un monument, aixecat a la meitat del segle xix, commemora el seu heroisme.
Fins a l'any 1918, el Predil era en territori austrohongarès. L'any 1918, esdevé totalment italià i separa la província d'Udine de la província de Gorizia, llavors més extensa. Des de 1947, amb la redefinició de la frontera amb Iugoslàvia, és frontera d'Estats.